# BLUE MOON BLUE
BLUE MOON BLUE（ブルームーンブルー）は、株式会社ブルームーンブルーが展開したファッションブランドである。略号でBMB。

## 概要
- 1993年9月に創業した株式会社ブルームーンブルーによって1994年9月に創立され、「海・ナチュラル・ヘルシー」をブランド・コンセプトにしたサーフ系ブランドショップとして知られている。2年後の1996年に池袋サンシャインアルタに第1号店がオープン、2003年4月22日には渋谷109へ出店、2008年末には27店舗を擁した。
- 本社は東京都台東区柳橋にあったが、東京都墨田区両国に移転をした。
- 雑誌では『Ranzuki』や『Hana*chu→』などに載ることが多い。
- ハイビスカスの花のデザインなどのTシャツやパーカーや小物などを売っている。
- 現役のギャルのサーフ系カリスマブランド。
- 「BLUE MOON BLUE」の他に、「BMB KIDS」、「LUXE by blue moon blue」、「ALCIA LUNA 」といったブランドも展開していた。
- 2014年3月9日、全店舗閉店[1]。

### 雑誌関連項目
- Ranzuki（ぶんか社）
- Hana*chu→（主婦の友社）
- SEVENTEEN（集英社）
- ラブベリー（徳間書店）
- nicola（新潮社）
- ピチレモン（学習研究社）
- popteen （角川春樹事務所）
- cawaii （主婦の友社）
- CANDy（現在消滅）（白泉社）
- melon（現在消滅）（祥伝社）

### キャラクター関連項目
- 2009年には熊のキャラクターとしてアロハベアが登場しTシャツやロンTなどを作った。

また、2009年のバーゲンやクリスマスのショッパーの袋にもアロハベアが登場した。